# Glomačové

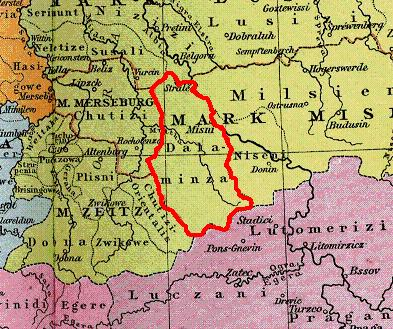
Předpokládaný rozsah území osídleného Glomači

Glomačové (též Glomači, v dílech Jána Kollára Glomiti), někdy též Daleminci (polsky Glomici nebo Dalemińcy, německy Daleminzen, latinsky provinciam quam nos Daleminci vocamus, Slavi autem Glomaci vocant) byli středověký západoslovanský kmen.

## Historie
Podle Bavorského geografa patřil kmen Glomačů k sousedům dnešních Lužických Srbů (Chutici, Neletici, Nizici, Sermunti a Surbové neboli Sorabové). Obývali území mezi středním tokem Labem a Muldou. Na jihu hraničilo jejich území s Krušnými horami. Podle Dětmara pocházel kmen od svatého pramene Glomače.
Patřili mezi tzv. lužickosrbské kmeny společně s Nižany, Sitici, Nižici, Neletici, Susely, Srbiši. Na východ od nich žily další slovanské kmeny ze širší skupiny srbskolužické: Milčané, Lužičané, Bjezunčané, Nicové, Zarové a Slupjané.